# تريفور ليون
تريفور ليون (17 فبراير 1909 في نيوزيلندا - 2 يونيو 1984) (بالإنجليزية: Trevor Lyon)‏ هو لاعب كريكت نيوزلندي.

## وصلات خارجية
- تريفور ليون على موقع إي آس بي آن كريك إنفو (الإنجليزية)